# Chant XX de l'Enfer
Le Chant XX de l'Enfer est le vingtième chant de l'Enfer de la Divine Comédie du poète florentin Dante Alighieri. Il se déroule dans la quatrième bolgia du huitième cercle, où sont punis  les simoniaques ; nous sommes à l'aube du 9 avril 1300 (samedi saint), ou selon d'autres commentateurs du 26 mars 1300.

## Thèmes et contenus
Dante, après une description générale, indique parmi les pécheurs, à travers les mots de Virgile, cinq devins anciens (dont quatre mythologiques) et trois modernes. Pendant la présentation du devin Manto, il y a une longue digression sur les origines de Mantoue.

### Les Devins: versets 1-30
Dante commence par dire qu'il doit façonner les vers de ces nouveaux châtiments des damnés (les submergés), qui font l'objet du Chant XX de la première canzone (chanson) : nous savons ainsi qu'Alighieri a utilisé ces termes « musicaux » pour désigner respectivement les chapitres et les livres de sa « Comediaa ». Le terme canto a également été retenu par les commentateurs (il est aussi utilisé par les traducteurs anglo-saxons, par exemple), tandis que le « Chant » est  généralement désigné par le terme cantica.
Dante et Virgile traversent les Malebolge, ces 10 fossés, semblables à ceux des châteaux médiévaux, dans lesquels sont punies les différentes catégories de fraudeurs, c'est-à-dire ceux qui ont trahi leurs voisins  (par opposition aux véritables traîtres qui ont trompé ceux qui leur faisaient confiance par parenté, amitié ou autres liens sociaux).
Le poète fait alors face à cette nouvelle bolge depuis le petit pont qu'il traverse, et la voit baignée des pleurs des damnés. Il remarque les personnes silencieuses et en pleurs qui vont au rythme des processions (letane) dans le « vallon tondo ».
Ce n'est qu'après avoir regardé de plus près qu'il se rend compte que tout le monde a le cou (tra'l chin e 'l principio del casso, c'est-à-dire le torse) et le visage détournés des reins. Ils doivent donc marcher à reculons car ils ne peuvent pas regarder vers l'avant : Dante dit que peut-être certains cas de paralysie (parlasìa) peuvent causer de tels dommages, mais il n'a jamais été témoin de tels cas et ne croit pas que cela soit possible. S'adressant directement au lecteur, il nous raconte comment cette vision monstrueuse du corps humain était telle qu'il ne pouvait garder les yeux secs, si bien qu'il pleure de pitié pour ces êtres balafrés, dont les larmes coulent dans la fente entre les fesses, image grotesque et humiliante, se retrouvant devant une figure d'homme totalement déformée.
Virgile réprimande  Dante qui pleure appuyé contre un rocher (a un de' rocchi) et le traite de fou. La pitié ici en enfer est morte, il n'y a pas besoin de désespérer pour les damnés. Le sens des deux versets suivants est ambigu, notamment sur le sens à donner au mot « passion ».

« Chi è più scellerato che colui
che al giudicio divin passion comporta? »

— vv. 29-30
Les deux lectures possibles sont :
- « Qui est plus méchant que celui qui a pitié de ceux qui sont condamnés par le jugement divin ? »
- « Qui est plus méchant que celui qui cherche à faire plier (provoquer la passion) le jugement divin (impliqué par la magie et l'artifice) ? »

La fréquence plus élevée de la passion au sens de la pitié dans l'italien ancien fait pencher plus de commentateurs vers la première hypothèse, bien que la seconde corresponde mieux aux vers suivants dans lesquels Virgile commence une tirade sur les pécheurs.

### Amphiaraos; Tirésias; Aruns: versets 31-51

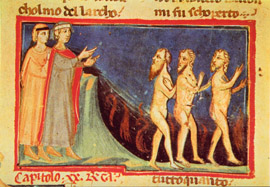
Atelier de Pacino di Bonaguida, Dante et Virgile rencontrent le Groupe des Devins (XIVe siècle).

Virgile invite donc son disciple à lever la tête (répété deux fois) pour regarder qui sont ces damnés.
Le premier cité est Amphiaraos, l'un des sept rois de Thèbes racontés par Stace dans Thébaïde (un autre rencontré dans le Chant XIV est Capanée), qui prévoyait sa propre mort et se cacha avant le siège de Thèbes. Cependant, il est découvert et persuadé d'aller au combat, où il est vaincu et obligé de fuir. Pour l'empêcher d'être tué par les Thébains, Jupiter ouvrit la terre sous ses pieds, le faisant plonger avec son char directement en présence de Minos : « la terre s'ouvrit aux yeux des Thébains ; / de sorte qu'ils s'écrièrent tous : « Où vas-tu, / Amphiaraus ? pourquoi quittes-tu la guerre ? / Et il ne resta plus qu'à s'écrouler dans la vallée / jusqu'à Minos, que chacun saisit ». (versets 32-36). Puis Dante donne une description physique de lui où le contrapasso des devins est aussi explicitement expliqué : « il a les épaules au lieu de la poitrine parce qu'il voulait voir trop loin » (verset 37) et pour cette raison il est condamné à ne regarder que vers l'arrière.
Passant à la suivante, Virgile désigne Tirésias, le magicien qui « devint mâle et femelle, / changeant de membres partout » (versets 41-42) pour avoir séparé deux serpents qui s'accouplaient et qui ne pouvait reprendre une forme masculine qu'en les frappant avec la même baguette. On ne comprend pas pourquoi Dante, dans la longue légende de Tirésias, ne mentionne que le rôle des serpents dans l'épisode de la transsexualité, sans faire la moindre allusion à la diatribe entre Jupiter et Junon que Tirésias a pu régler en se mettant d'accord avec Jupiter (la question était de savoir lequel des deux sexes appréciait le plus le coït) et en étant aveuglé par Junon pour se venger. À partir de cet épisode, le Roi des Dieux lui a alors accordé l'œil interne qui lui permettait de voir dans le futur. Peut-être Dante ne voulait-il mentionner  à ces « magiciens » que la manipulation des choses naturelles.
Suit la description d'Aruns, un devin étrusque légendaire tiré des  Pharsales de Lucain, où il prédit la victoire de César. Virgile le décrit comme ayant un ventre semblable à une terga et habitant une caverne dans les montagnes de Luni parmi les marbres blancs, au-dessus des gens de Carrare qui utilisent la ronca ou le crochet (pour labourer la terre ou la défricher) et vivent là où il pouvait regarder pleinement les étoiles et la mer. En fait, dans Lucan, Arunte est cité comme étant de Lucques (Lucae), donc Dante peut avoir été confondu ou avoir eu un codex inexact.

### Manto et les Origines de Mantoue: versets 52-102

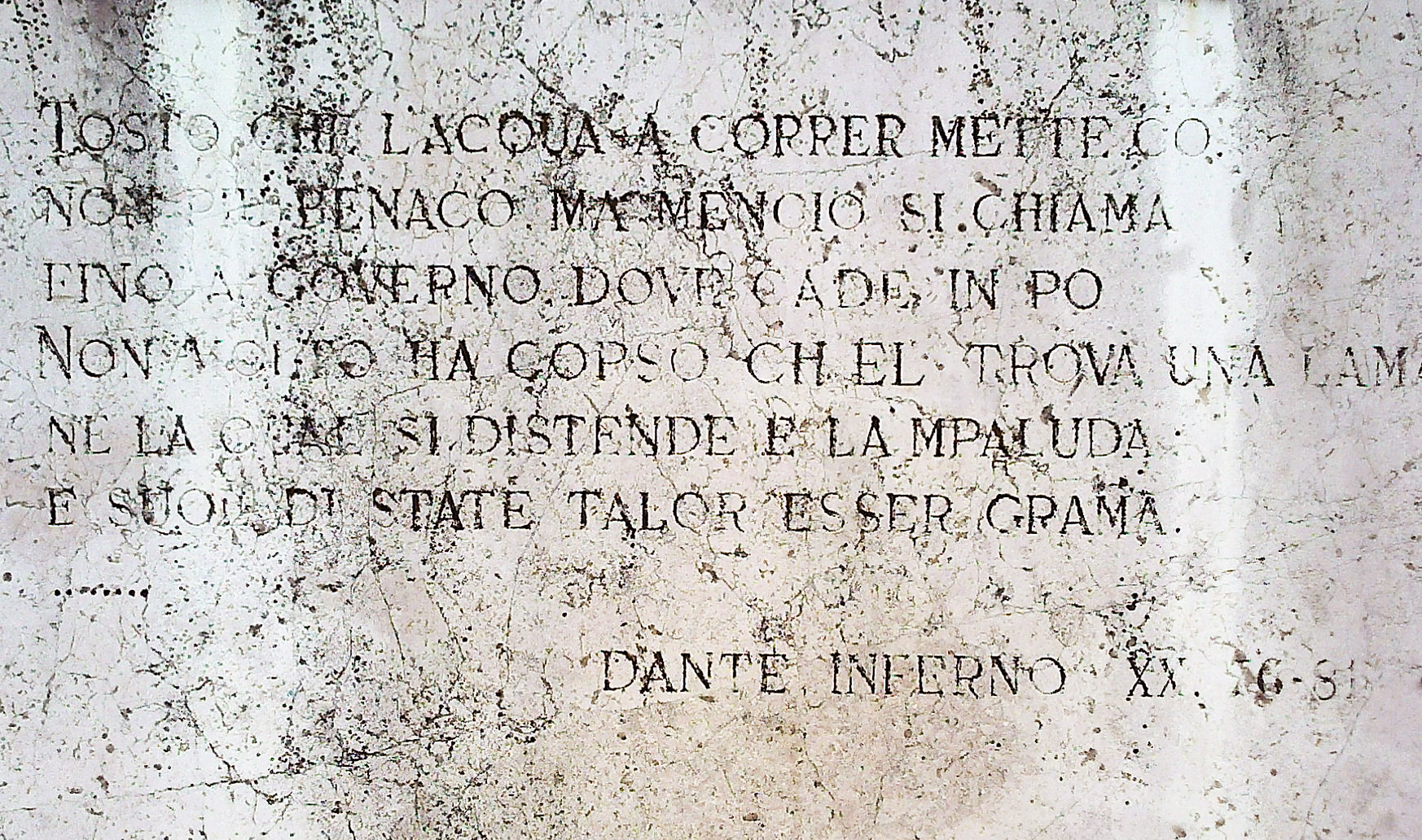
Plaque à la mémoire de Dante, Mantoue.

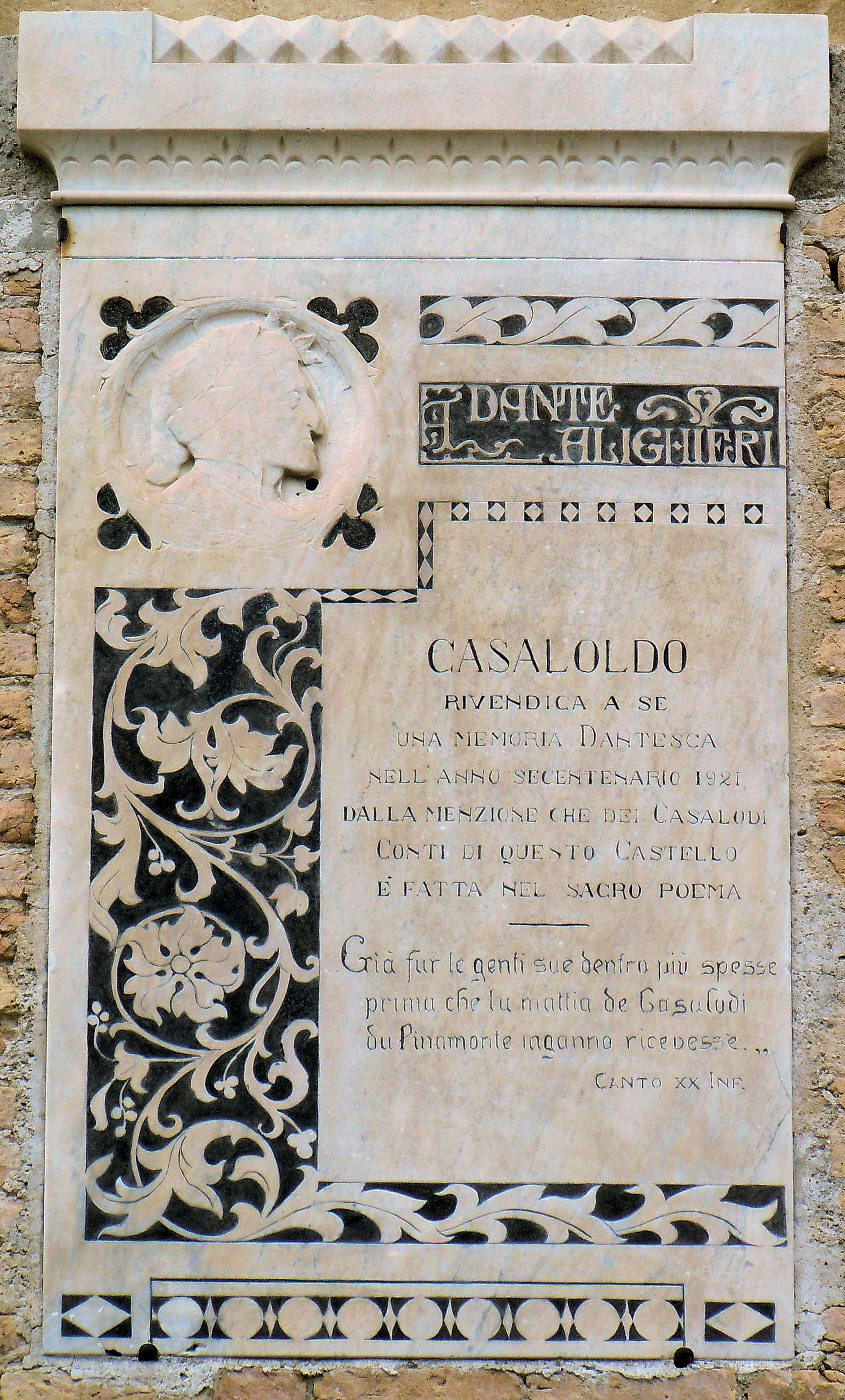
Plaque à la mémoire de Dante ; Casaloldo

La « devineresse » suivante est l'une des rares pécheresses placées dans l'Enfer, à côté des morts d'amour, dans le cercle des luxurieux et de Thaïs. Elle s'appelle Manto et, encore une fois, Virgile commence à la décrire à partir de son apparence physique : c'est elle qui a les seins dans le dos (c'est pourquoi Dante ne peut pas les voir) recouverts de tresses, où elle a aussi un pubis « poilu ». Manto est la fille de Tirésias et est évoquée par Virgile, Horace et Stace. On dit qu'elle a parcouru de nombreuses contrées, en effet sa légende dans la Thébaïde de Stace raconte qu'après la mort de son père à Thèbes (« la ville de Bacchus ») pour échapper à la tyrannie de Créon, elle erra longtemps, avant de s'arrêter près du lac du Mincio, où fut fondée Mantoue, qui prendra son nom.
Virgile profite de l'occasion pour parler un peu de « l'endroit où je suis né », et il le fait avec une longue digression de quatorze tercets.
Il commence par une description géographique précise : En Italie, il y a un lac appelé Benaco au pied des Alpes qui ferment l'Allemagne (Lamania) au Tyrol (Tiralli) ; de mille sources provient l'eau qui y stagne entre Garda, Val Camonica et les Alpes Pennines ; au centre, il y a un point que si les évêques de Trente, Brescia et Vérone pouvaient s'y rendre, ils auraient une autorité égale.
Elle est fait face à Peschiera, une belle forteresse prête à affronter les Brescians et les Bergamasques (sous-entendu par les Véronais) au point où les eaux débordent et deviennent un fleuve émissaire, le Mincio, qui se jette dans le Pô près de Governolo (un hameau de Roncoferraro).
Le Mincio ne coule donc pas beaucoup avant de rencontrer une lama, une dépression, où il s'engouffre et ne s'assèche qu'en été.
Ici, Manto, la « vierge brute », c'est-à-dire réticente au mariage, a trouvé la terre au milieu du bourbier, inhabitée et inculte et s'y est installée avec ses serviteurs, pratiquant ses arts aussi longtemps qu'elle a vécu, après quoi elle a laissé son corps vide. Ce n'est que plus tard que les hommes s'y sont rassemblés pour le bourbier qu'elle protégeait de toutes parts, construisant une ville sur ses ossements enfouis et la nommant Mantoue en l'honneur de la sorcière, mais sans autre forme de sorcellerie.
Dès lors, la population augmente jusqu'à ce qu' Alberto da Casalodi (it), du côté des Guelfes, soit piégé par Pinamonte Bonacossi, un Gibelin, qui profite de sa bêtise (mattia, verset 95) et le convainc d'exiler de nombreuses familles nobles, le privant ainsi de ceux qui auraient pu le soutenir contre les roturiers. Ensuite, Pinamonte a chassé Alberto et les autres familles nobles de Mantoue, dont beaucoup ont été exterminées, ce qui a provoqué le dépeuplement de la ville au XIIIe siècle.
Virgile termine la parenthèse en attestant qu'il s'agit de la vérité, et que si Dante devait apprendre d'autres versions, ce sont des mensonges qui fraudent la réalité. Il est curieux de voir comment Dante veut réaffirmer les origines non-magiques de Mantoue, en niant diverses versions légendaires, dont celle de Virgile, ainsi que celles de Servius ou d'Isidore de Séville qui la voulaient fondée par Manto lui-même ou par d'autres personnages mythologiques. De plus, Dante fait ainsi en sorte que Virgile revendique la pureté de son sang lombard et allège sa figure de celle du « Virgile-magicien »  populaire au Moyen Âge.
Manto est également mentionnée dans le Chant XXII du Purgatoire (verset 113) lorsque Virgile, parlant avec Stace, nomme d'autres âmes dans les limbes en plus de celles énumérées dans le Chant IV en mentionnant également « la fille de Tirésias ». Soit Dante a confondu , soit il fait référence à un autre personnage, citant peut-être une source qui nous est inconnue. Francesco Torraca (it), pensant à une erreur de copiste, suppose que Dante a écrit : « la fille de Nérée, Thétis », et que donc dans le Chant XXII du Purgatoire, seule Thétis, la mère d'Achille, a été mentionnée.

### Autres Devins: versets 103-130

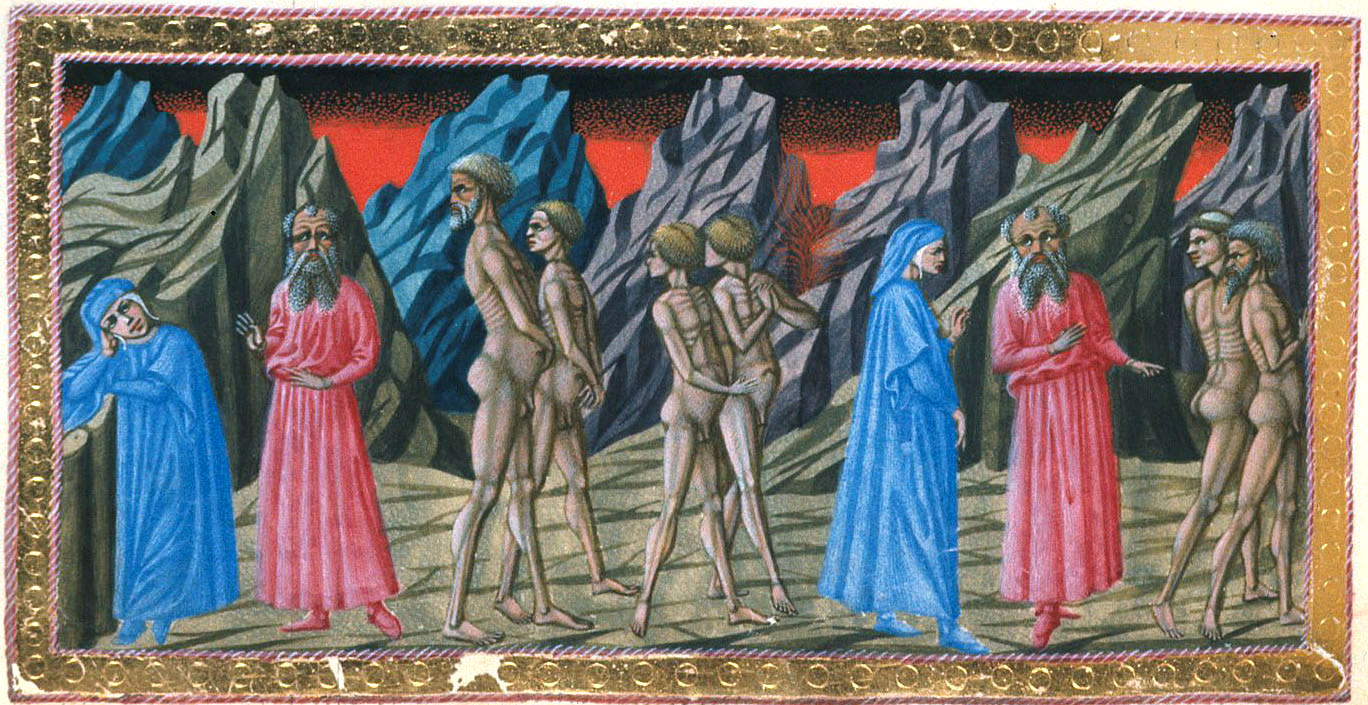
Bolge des Devins, Priamo della Quercia (XVe siècle).

Dante demande alors que d'autres damnés soient introduits, et Virgile reprend l'aperçu là où il s'est arrêté. Un damné dont la barbe tombe sur les épaules est l'augure qui, lorsque tous les hommes ont quitté la Grèce, laissant seulement les garçons dans leurs berceaux (Allusion à la guerre de Troie), a indiqué à Chalcis le moment propice (diede 'l punto) pour partir d'Aulis : Il s'appelle Euripilo (Eneide) (it) et Dante devrait bien le connaître, lui qui connaît à fond la « haute tragédie » virgilienne de l'Énéide (Thus 'l sings / l'alta mia tragedìa in alcun loco : / ben lo sai tu che la sai tutta quanta. versets 112-114). En effet, ici aussi Dante commet une erreur, et nous en sommes à la troisième dans ce Chant, en plus de celle de Luni/Lucca et de celle de la double citation de Manto. Dans l'Énéide, Euripile n'est en fait pas du tout un augure, un devin, mais il est seulement celui qui rapporte aux Grecs la réponse de l'oracle d'Apollon.
Enfin, Virgile nomme trois magiciens contemporains : Michael Scot (« Scozzese »), l'astrologue de Frédéric II accusé ici de « fraudes magiques » et décrit comme celui qui « dans ses hanches est si peu », Guido Bonatti et le cordonnier Asdente (it), qui dans l'Enfer regrette de ne pas être resté avec la ficelle et le cuir (au lieu de se consacrer à la magie).
L'aperçu se termine par une mention des sorcières, « ces femmes qui ont abandonné l'aiguille, / la bobine et le fuseau, et se sont rendues divines ; / elles ont fait des maux avec des herbes et des images » (versets 121-123). La sorcellerie était déjà persécutée à l'époque de Dante et le premier procès d'une sorcière à Florence date de 1298, voire le tout premier en Toscane en 1250.
Le Chant se termine par une indication temporelle : la Lune (indiquée comme Caïn avec le faisceau d'épines, selon l'interprétation fantaisiste des taches lunaires médiévales) est à l'horizon (tiene 'l confine d'amendue li esmisperi) et est sur le point de se coucher sous Séville (Sobilia). En pratique, il est environ six heures et demie du matin et Virgile se souvient également que la lune était pleine la veille, mais cela n'a pas aidé Dante dans la forêt sombre.

« Sì mi parlava, e andavamo introcque. »

— v. 130
Et en parlant, ils allaient introcque, un terme dialectal déjà utilisé dans le De Vulgari Eloquentia à partir du latin inter hoc (entre-temps), qui scelle la chanson avec le langage du répertoire comique, préfigurant le ton de l'épisode suivant avec les diables.

## Dante et la Magie
Dans ce Chant, le contrapasso est coupé sur la figure des devins, ceux qui, comme Dante l'explique lui-même, « voulaient voir trop loin » et sont obligés de regarder seulement en arrière. Ils sont parmi les fraudeurs pour avoir réalisé des mystifications. Celle d'avoir frelaté l'ordre divin par leurs actions, en perturbant et en influençant les choses conçues dans la nature comme inintelligibles : cette culpabilité s'applique aux « vrais devins », du moins ceux de l'antiquité mythologique et celle des « faux devins », qui justifiaient les actions des puissants par des mensonges, les proclamant comme prescrites par la volonté divine. Dante a également réitéré cette seconde accusation dans une épître adressée aux cardinaux italiens en 1314.
En ce qui concerne les « magiciens », ceux qui fabriquent à la main des pouvoirs occultes, la seule mention qu'il fait dans ce Chant est une brève et générique contre les sorcières, qui ne semblent pas trop le déranger, contrairement à Thomas d'Aquin et aux scolastiques qui lient directement et sans équivoque la pratique de la magie à la concupiscence avec le diable.
En ce qui concerne l'astrologie], Dante semble y avoir cru. Il mentionne souvent les constellations, connaît son signe zodiacal, les Gémeaux, et fait ouvertement l'éloge de cet « art libéral » dans le Convivio). Il la considère comme la plus haute et la plus ardue des activités libérales humaines, tant pour la « noblesse de son objet » que pour « sa certitude ». Il croyait que les étoiles influencent l'homme , tout comme les saisons et le temps, c'est pourquoi l'étude astronomique-astrologique était considérée comme importante et utile. En effet, le seul astrologue de l'Enfer, Michael Scot rencontré dans ce Chant, est accusé non pas pour ses pratiques, mais pour leur utilisation frauduleuse (veramente de le magiche frode seppe il gioco). L'utilisation de l'astrologie pour prédire l'avenir irait également à l'encontre de la valeur du libre arbitre humain.